# Australian Championships 1936/Damendoppel
Das Damendoppel der Australian Championships 1936 war ein Tenniswettbewerb in Adelaide.
Vorjahressiegerinnen waren Evelyn Dearman und Nancy Lyle. Im Endspiel setzten sich Thelma Coyne / Nancye Wynne gegen May Blick / Kath Woodward mit 6:2 und 6:4 durch.

## Hauptrunde
Zeichenerklärung
- Q = Qualifikant
- WC = Wildcard
- LL = Lucky Loser
- ITF = qualifiziert über ITF-Ranking
- ALT = alternate (Ersatz)
- PR = Protected Ranking
- SE = Special Exempt
- r = retired (Aufgabe)
- d = Disqualifikation
- w.o. = walkover
- [ ] = Match-Tie-Break

|  | Finale |                           |   |   |  |
|  |        |                           |   |   |  |
|  |        | Thelma Coyne Nancye Wynne | 6 | 6 |  |
|  |        | May Blick Kath Woodward   | 2 | 4 |  |
|  |        |                           |   |   |  |